# 五福眼科

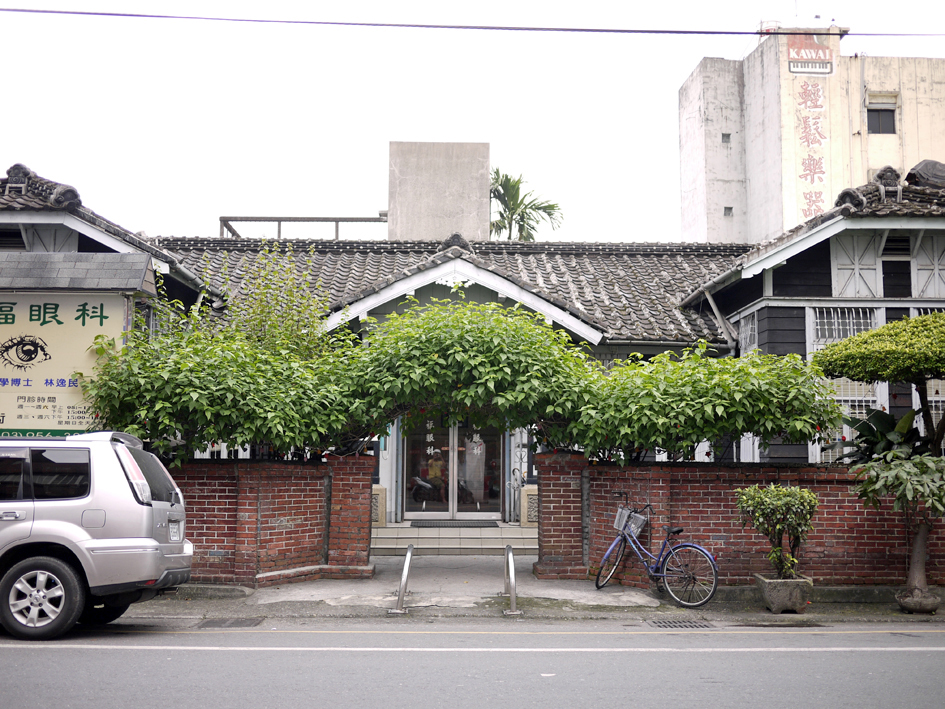
羅東鎮五福眼科

五福眼科位於臺灣宜蘭縣羅東鎮，為臺灣歷史建築百景中的第64名。該建築在臺灣日治時期為日本人所開設之「清野病院」，1945年由有「臺灣史懷哲」之稱的陳五福醫生在此開設五福眼科，陳五福醫生於1997年逝世後，由其女婿林逸民自美返臺承繼志業。

## 建築
五福眼科周圍由紅磚牆所圍繞，入口玄關為「切妻破風」，屋頂為「寄棟造（廡殿）」，牆壁則是木造雨淋板。